# Флаг городского поселения Ногинск
Флаг городского поселения Ноги́нск Ногинского муниципального района Московской области Российской Федерации — опознавательно-правовой знак, служащий официальным символом муниципального образования.
Флаг был утверждён 31 января 2008 года и внесён в Государственный геральдический регистр Российской Федерации с присвоением регистрационного номера 3837.
Законом Московской области от 23 мая 2018 года № 68/2018-ОЗ 5 июня 2018 года все муниципальные образования Ногинского муниципального района были преобразованы в Богородский городской округ.

## Описание
«Прямоугольное жёлтое полотнище с отношением ширины к длине 2:3 с красной полосой вдоль верхнего края (в 1/4 полотнища), посередине жёлтой части полотнища изображён красный инструмент для навивки шёлка из герба поселения».

## Обоснование символики
Флаг муниципального образования «Городское поселение Ногинск Московской области» составлен на основании герба городского поселения Ногинск по правилам и соответствующим традициям вексиллологии и отражает исторические, культурные, социально-экономические, национальные и иные местные традиции.
Флаг разработан с учётом герба городского поселения Ногинск, который создан на основе исторического герба города Богородска (название Ногинска до 1930 года) Московской губернии, Высочайше утверждённого 20 (31) декабря 1781 года. Подлинное описание исторического герба гласит:

Въ верхней части щита гербъ Московскій. В нижней — инструментъ, которымъ навивается шелкъ, въ золотомъ полѣ; въ знакъ многихъ шелковыхъ фабрикъ, находящихся въ семъ уездѣ.

История Богородских земель с середины XVIII века и по наши дни тесно связана с ткацкой промышленностью. В 1769 году началась выдача «билетов на право ткачества». Многие местные крестьяне сразу же получили разрешение, а через шесть лет, когда уплата сбора была отменена, ткачество стало преобладающей отраслью промышленности.
XIX век стал временем становления промышленного производства: здесь работают фабрики князя Николая Борисовича Юсупова, производящие шёлковые ткани и суконные; в середине столетия была построена Богородице-Глуховская мануфактура, ставшая впоследствии крупнейшим хлопчатобумажным комбинатом.
Красная полоса аллегорически указывает территориальную на принадлежность города Ногинска к Московской области.
Жёлтый цвет (золото) — символ богатства, стабильности, солнечного тепла, интеллекта и уважения.
Красный цвет — символ мужества, силы, трудолюбия, а также красоты и праздника.